# Philemon Toleafoa
Pour les articles homonymes, voir Toleafoa.
Pas d'image ? Cliquez ici

a Compétitions nationales et continentales officielles uniquement.

b Matchs officiels uniquement.
Dernière mise à jour le 7 juillet 2020.
Philemon Toleafoa, né le 17 avril 1982, est un joueur de rugby à XV samoan qui a évolué au poste de pilier au sein des effectifs du Montpellier HR et du Lyon OU (1,93 m pour 140 kg).

## Carrière

### En club
- 2001-2002 : Paris université club
- 2002-2010 : Montpellier HR
- 2010-2013 : Lyon OU

### En province
- 2002 : Marlborough Rugby Union (NPC)  Nouvelle-Zélande
- 2005 : Waikato Rugby Union (NPC)  Nouvelle-Zélande

### Avec les Barbarians
En novembre 2004, il est sélectionné avec les Barbarians français pour jouer contre l'Australie au stade Jean-Bouin à Paris. Les Baa-Baas s'inclinent 15 à 45.

## Palmarès

### En club
- Champion de France de Pro D2 : 2011 avec le Lyon OU.
- Champion de France de Pro D2 ; 2003 avec Montpellier HR

### En équipe nationale
- 2 sélections en équipe des Samoa depuis 2006.
- 0 point.
- Sélections par année : 2 en 2006